# Stefano Guberti
Stefano Guberti est un ancien footballeur italien, né à Sesto San Giovanni le 6 novembre 1984. Il évolua au poste milieu droit ou gauche entre 2003 et 2022.

## Biographie
Impliqué dans le calcioscommesse, le 27 juillet 2013 il est suspendu pour une durée de 3 ans et demi pour avoir participé à un match truqué avec l'AS Bari contre l'US Salernitana le 23 mai 2009.

## Palmarès
- Champion d'Italie de Serie B en 2009 avec l'AS Bari